# Gustave Le Bienvenu-Dubusc
Pour les articles homonymes, voir Bienvenu et Dubusc.
Gustave Le Bienvenu-Dubusc, dit « premier flutiste de Normandie », né le 27 décembre 1801 à Rouen et mort à Arnicourt le 31 janvier 1870,, est un flutiste virtuose français.

## Biographie
De parents nobles aisés, Gustave Le-Bienvenu-Dubusc a montré, dès sa jeunesse, un gout passionné pour la musique et principalement pour la flute. Son père, vieux serviteur de la France, doué d’une âme droite et bienveillante, mais peu sympathique aux émotions artistiques de son fils, ne l’encourageait guère, et il ne serait jamais parvenu à surmonter les obstacles que son père apportait au développement de ses penchants, si sa mère ne l’avait soutenu en lui donnant des leçons de solfège.
Mis en pension au lycée de Rouen, à l’âge de dix ans, il ne s’est fait remarquer de ses professeurs et de ses condisciples que par la passion de la flute, à laquelle il consacrait tous les instants que la discipline du lycée lui permettait de dérober aux exercices scolaires. Il négligeait tous ses devoirs pour n’obéir qu’à son instinct. Puni, emprisonnaient et même menacé de renvoi par ses professeurs, il est resté sourd à leurs menaces comme à leurs conseils. Voyant l’inutilité de leurs corrections impuissantes, il a été abandonné à lui-même, et comme relégué pour ainsi dire dans un coin mais, heureux de cet abandon, il en a profité pour se livrer sans réserve à la pratique de la flute. Sa persévérance a été récompensée lorsque ses condisciples lui ont demandé des leçons d’un art où lui-même se frayait une route nouvelle sans guide. Il employait tout l’argent qu’il recevait de sa famille à se procurer de la musique et à se réunir, dans ses jours de sortie, à un mélomane heureux de voir se développer son précoce talent.
Ayant quitté le collège, en 1821, il a passé l’hiver de 1822 à Rouen. En 1825, il est monté à Paris, où son père persistait à vouloir lui faire prendre un « état honorable » dans le monde, et lui laissait le choix entre l’étude de la médecine, celle du droit, ou la carrière militaire. Comme le jeune enthousiaste était inébranlable, et voulait être musicien et pas autre chose que musicien, la volonté paternelle a dû fléchir devant sa volonté, fortifiée par les conseils bienveillants et l’amitié du compositeur et flutiste Benoit Tranquille Berbiguier, qui, dessus des mesquines jalousies de métier, s’est associé franchement à son avenir en lui dédiant sa 71e œuvre de duos, généralement considérée comme une de ses meilleures compositions, jouant avec lui dans des salons, et l’encourageant de son approbation publique.
Dubusc a fait un instrument d’harmonie d’un instrument de mélodie. Il s’est livré aussi à la composition, où il s’est frayé une route nouvelle. Il a composé un grand nombre de morceaux de musique, parmi lesquels soixante solos d’un genre particulier à l’auteur, avec des effets, des sons, des gammes, des difficultés et des moyens inconnus jusqu’alors, des unissons nouveaux, des quintes nouvelles, des sourdines naturelles, des « piqués de poitrine », des sons harmoniques ou mieux enharmoniques, des arpèges de harpe, etc. Il a composé aussi des fantaisies, des variations, des caprices, des inspirations religieuses, des concertos, des sonates… Lui seul pouvait exécuter cette musique, non composée pour son innovation, mais encore écrite en dehors des règles reçues, elle-même étant une innovation, une création, dont il a résumé la connaissance dans une méthode universelle, où tout est réduit en principes, en moyens, et en résultats conséquents et subséquents l’un de l’autre.

Le 7 mars 1837, Dubusc a rencontré, à Paris, César Franck qui a délivré cette attestation « à Monsieur Gustave Le Bienvenu Dubusc, de Rouen, première flute de Normandie » : 

« Après avoir entendu et avoir fait, plusieurs fois, de la musique avec le flutiste normand, je me suis convaincu, par moi-même, que les éloges inscrits dans son album, sur sa manière de faire parler la flute, sont l’accent de la vérité la mieux sentie ; et, de même que les auteurs de ces félicitations, j’aime à dire qu’il a un talent unique sur cet instrument, et pour la résonnance [sic] bien distincte de deux et trois sons à la fois chose que j’avoue n’avoir entendue et vue qu’à lui seul et pour le langage des grandes difficultés à la Paganini, surtout dans son coup de langue simple, double et triple qu’il rend avec une force, une vitesse et une netteté inconcevables. Il est vraiment supérieur quand il chante sur son instrument : sa phrase est délicieuse et son expression entraînante. J’ai aussi remarqué l’aisance avec laquelle il fait sortir les notes aiguës et la mélodieuse plénitude des sons graves, ce qui manque à beaucoup de flutistes. J’ai encore observé que malgré l’extrême énergie de son exécution il conserve parfaitement le sentiment de la mesure et qu’il est on ne peut plus facile de faire de la musique avec lui, sans même avoir étudié les morceaux ensemble. Cette perfection est encore une de ces qualités, qu’on ne rencontre pas toujours chez les grands exécutants, puis je n’admire pas moins son extrême facilité à jouer à livre ouvert... Que cet artiste, vraiment prodigieux me permette donc d’enrichir son album en le priant de recevoir mes remercîments pour les profondes impressions qu’il a su produire en moi ! »

En 1837, il a acheté le château d'Arnicourt, où il a terminé sa vie comme châtelain.